# Теодор Генріх Рідель
Теодор Генріх Рідель (нім. Theodor Heinrich Riedel; 17 вересня 1889, Франкфурт-на-Майні — 24 грудня 1939, Берлін) — німецький військово-морський діяч, контрадмірал крігсмаріне (1 серпня 1939).

## Біографія
1 квітня 1909 року вступив на флот. Пройшов підготовку на важкому крейсері «Грета» і у військово-морському училищі. Учасник Першої світової війни, вахтовий офіцер на лінійному кораблі «Маркграф» (1914/18) і легкому крейсері «Страсбург» (1918/20). Після демобілізації армії залишений на флоті. З 10 лютого 1921 року — вахтовий офіцер на лінійному крейсері «Ганновер», з 23 вересня 1923 року — артилерійський офіцер на крейсері «Медуза», з 29 вересня 1924 року — «Тетріс». З 1 грудня 1924 року — 2-й артилерійський офіцер на лінійному кораблі «Ганновер», з 1 жовтня 1925 року — «Ельзас». З 13 травня 1926 року — офіцер Адмірал-штабу в штабі командувача ВМС на Балтиці. 1 жовтня 1926 року переведений в розпорядження начальника Морського керівництва, одночасно відвідував заняття Вищого технічного училища в Берліні. З 28 вересня 1928 року — радник, з 2 травня 1932 року — генеральний радник, з 1 жовтня 1934 року — начальник відділу розвитку Управління озброєнь Морського керівництва (з 1935 року — ОКМ). З 14 жовтня 1936 року — командир легкого крейсера «Нюрнберг». 9 жовтня 1937 року знову переведений в Управління озброєнь ОКМ, де 22 травня 1938 року очолив Відділ особового складу. З 7 листопада 1939 року — начальник Управління артилерії Головного управління озброєнь ОКМ.

## Нагороди
- Залізний хрест 2-го і 1-го класу
- Ганзейський Хрест (Гамбург)
- Почесний хрест ветерана війни з мечами
- Медаль «За вислугу років у Вермахті» 4-го, 3-го, 2-го і 1-го класу (25 років; 2 жовтня 1936) — отримав 4 нагороди одночасно.
- Орден Медауйя, командорський хрест (Іспанське Марокко; 13 травня 1938)